# 91/Perris Valley Line
La  Línea 91/Perris Valley (en inglés: 91/Perris Valley Line) es una línea del Tren de Cercanías Metrolink en California. La línea opera entre las estaciones Union Station en Los Ángeles y Perris-South station en Perris en el área metropolitana del Gran Los Ángeles, área de Inland Empire.

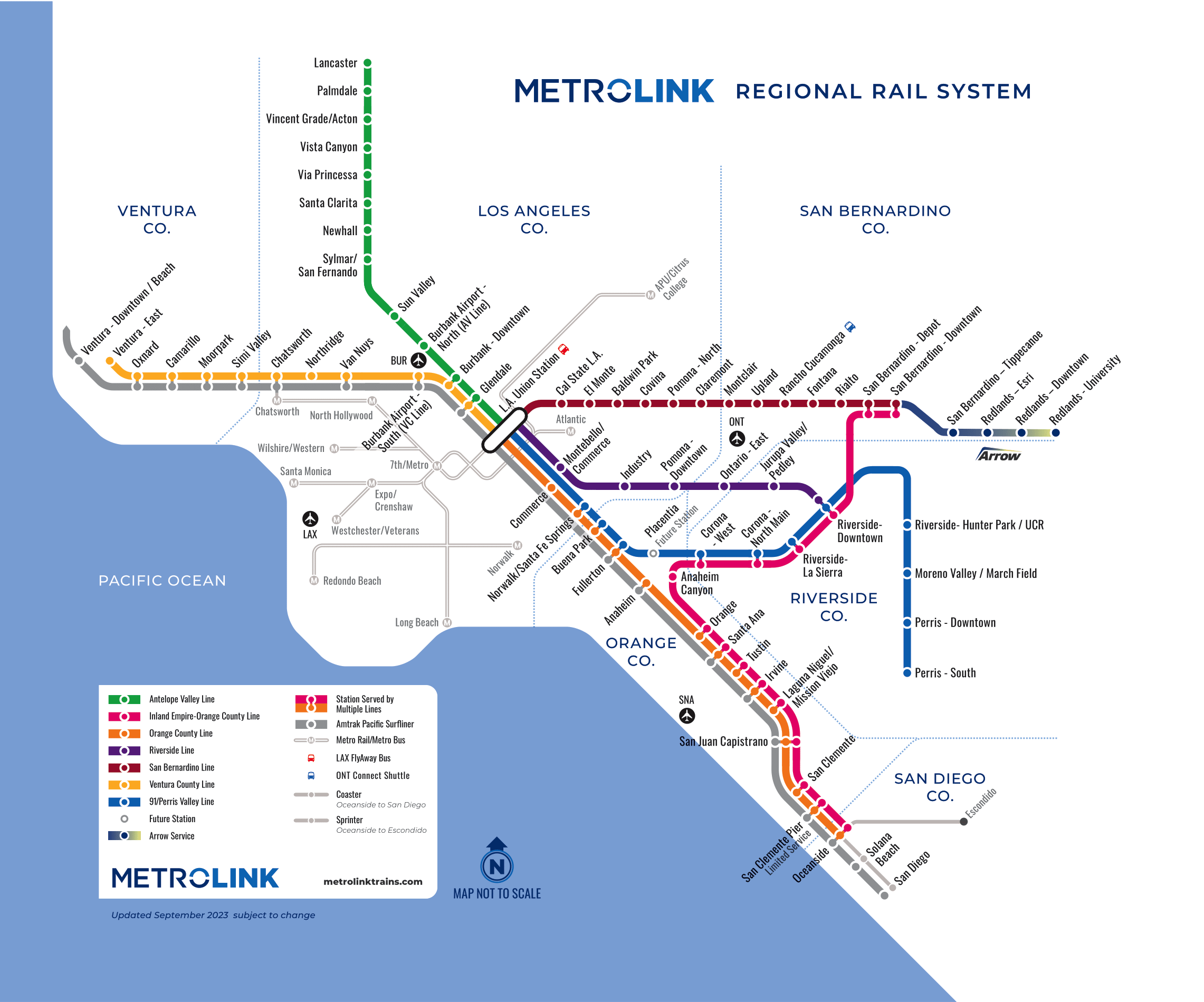
Línea 91/Perris Valley en color azul 2025

## Historia
La 'Línea 91 comenzó el 6 de mayo de 2002, entre Union Station y Riverside–Downtown station. Metrolink comenzó a operar un servicio limitado de fin de semana en la Línea 91 en julio de 2014. Originalmente, comenzó a operar a finales del siglo XIX. En 1882, el tren Southern Pacific construyó una línea entre Los Ángeles y el condado de Riverside. Inicialmente, se construyó para el cultivo de  agricultura en la región. En 2002, la Comisión de Transporte del Condado de Riverside, inició los trabajos para restablecer los servicios ferroviarios para pasajeros a lo largo de esta ruta, la ruta estatal 91. La extensión de Riverside para Perris se inauguró el 6 de junio de 2016.

## Frecuencia
El servicio de fin de semana comenzó el 19 de octubre de 2019 entre la estación Perris-South y la estación Union Station en Los Ángeles, de 2 trenes de ida y vuelta (de ida a Los Ángeles por la mañana y de ida de regreso a Perris por la tarde y la noche).

## Estaciones
La Línea 91/Perris Valley opera 12 estaciones de tiempo completo. Son de oeste a este:
| Estación                          | Conexiones | Localidad            | Localidad     |
| Estación                          | Conexiones | Ciudad               | Condado       |
| --------------------------------- | --- | -------------------- | ------------- |
| Union Station                     | FlyAway to LAX Foothill Transit: Silver Streak Línea Antelope Valley Línea Condado de Ventura Línea Inland Empire-Orange County Línea Riverside Línea Condado de Orange Línea San Bernardino Metro de Los Ángeles: Línea Amtrak: Coast Starlight, Pacific Surfliner, Southwest Chief, Sunset Limited, Texas Eagle | Downtown Los Angeles | Los Ángeles   |
| Norwalk/Santa Fe Springs station  | Línea Condado de Orange | Norwalk              | Los Ángeles   |
| Buena Park station                | Línea Condado de Orange | Buena Park           | Orange County |
| Fullerton station                 | Línea Condado de Orange Amtrak: Southwest Chief, Pacific Surfliner | Fullerton            | Orange County |
| Corona-West station               | : Línea Inland Empire-Orange County | Corona               | Riverside     |
| Corona-North Main station         | : Línea Inland Empire-Orange County | Corona               | Riverside     |
| Riverside-La Sierra station       | : Línea Inland Empire-Orange County | Riverside            | Riverside     |
| Riverside-Downtown                | : Línea Riverside Línea Inland Empire-Orange County Amtrak: Southwest Chief | Riverside            | Riverside     |
| Riverside-Hunter Park/UCR station | | Riverside            | Riverside     |
| Moreno Valley/March Field station | | Moreno Valley        | Riverside     |
| Perris-Downtown station           | | Perris               | Riverside     |
| Perris-South station              | | Perris               | Riverside     |